# 梅德福 (明尼蘇達州)
梅德福是一個位於美國明尼蘇達州斯蒂爾縣的城市。

## 歷史
梅德福於1900年成立，得名自一早期定居者之子梅德福·科林（Medford Colling）。梅德福的郵局自1855年營運至今。

## 人口
根據2020年美國人口普查的數據，梅德福的面積為3.09平方千米，皆為陸地。當地共有人口1315人，而人口密度為每平方千米426人。